# 阿韦林
阿韦林（西班牙語：Aberin）是西班牙纳瓦拉的一个市镇。总面积21.25平方公里，总人口356人（2018年），人口密度16.8人/平方公里。